# Teka Melpomeny
Teka Melpomeny – opublikowany w 1904 zbiór karykatur popularnych krakowskich aktorów czynnych na przełomie XIX i XX wieku wykonanych w technice litografii przez Karola Frycza, Kazimierza Sichulskiego, Witolda Wojtkiewicza, Stanisława Rzeckiego, Stanisława Kuczborskiego i Antoniego Procajłowicza.

## Zbiór
Idea wykonania i opublikowania zbioru narodziła się w 1904. Prace powstawały podczas spotkań w krakowskiej Cukierni Lwowskiej. Autorem plakatu reklamującego to wydawnictwo był Karol Frycz. Odbitki zostały wykonane bezpłatnie przez Aureliusza „Zenona” Pruszyńskiego. Dochód ze sprzedaży egzemplarzy zbioru został przeznaczony na zasilenie aktorskiej kasy emerytalnej. Karty z Teki Melpomeny zdobiły także ściany krakowskiej cukierni Michalika. Zbiór cieszył się ogromną popularnością. W 1905 był wystawiony w warszawskim salonie Krywulta.

## Karykaturowani artyści
Teka Melpomeny obejmowała zbiór karykatur wybitnych i popularnych aktorów krakowskich − między innymi: Kazimierza Kamińskiego, Józefa Kotarbińskiego, Andrzeja Mielewskiego, Jadwigi Mrozowskiej, Władysławy Ordon, Michała Przybyłowicza, Józefa Sosnowskiego, Michała Tarasiewicza, Stanisławy Wysockiej, Aleksandra Zelwerowicza.
Aktorzy przedstawieni zostali w swych charakterystycznych rolach – do zbioru należy m.in. karykatura Heleny Sulimy jako Rachel w sztuce Stanisława Wyspiańskiego Wesele autorstwa Karola Frycza. Stanisław Rzecki wykonał wizerunki Józefa Kotarbińskiego i Stanisława Bronicza w sztuce Szekspira Kupiec wenecki i sportretował Michała Przybyłowicza w sztuce Kopciuszek. Witold Wojtkiewicz był autorem ujęć Jadwigi Mrozowskiej – w tytułowej roli w sztuce Anastazja Elizy Orzeszkowej, oraz jako Psyche w sztuce Jerzego Żuławskiego Eros i Psyche, a także w duecie z Andrzejem Mielewskim jako Klara i Albin w Ślubach panieńskich Aleksandra Fredry. Od 1904 roku karykatury były sprzedawane w celu wsparcia aktorskiego funduszu emerytalnego.

## Autorzy litografii
Głównymi autorami litografii zebranych w tece byli: 
- Karol Frycz (1877−1963) – 13 karykatur (m.in. słynna Helena Sulima jako Rachela),
- Stanisław Kuczborski (1881−1911) – 3 karykatury (m.in. Kotarbiński w Kupcu weneckim),
- Antoni Procajłowicz (1876−1949) – 4 karykatury,
- Kazimierz Sichulski (1879−1942) – 1 karykatura (Sosnowski i Ordonówna w Bolesławie Śmiałym),
- Sobiesław Bystrzyński (Włodzimierz Sobiesław) (1854−1927) – 2 karykatury,
- Witold Wojtkiewicz (1879−1909) – 3 karykatury, wszystkie poświęcone Jadwidze Mrozowskiej,
- Stanisław Szreniawa-Rzecki („Rzecznik”) (1888−1972) – 7 karykatur.

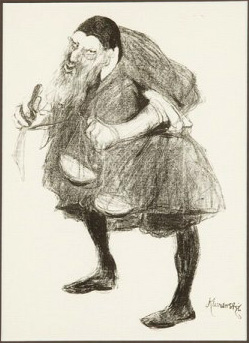
Józef Kotarbiński jako Shylock w Kupcu weneckim wg Stanisława Kuczborskiego

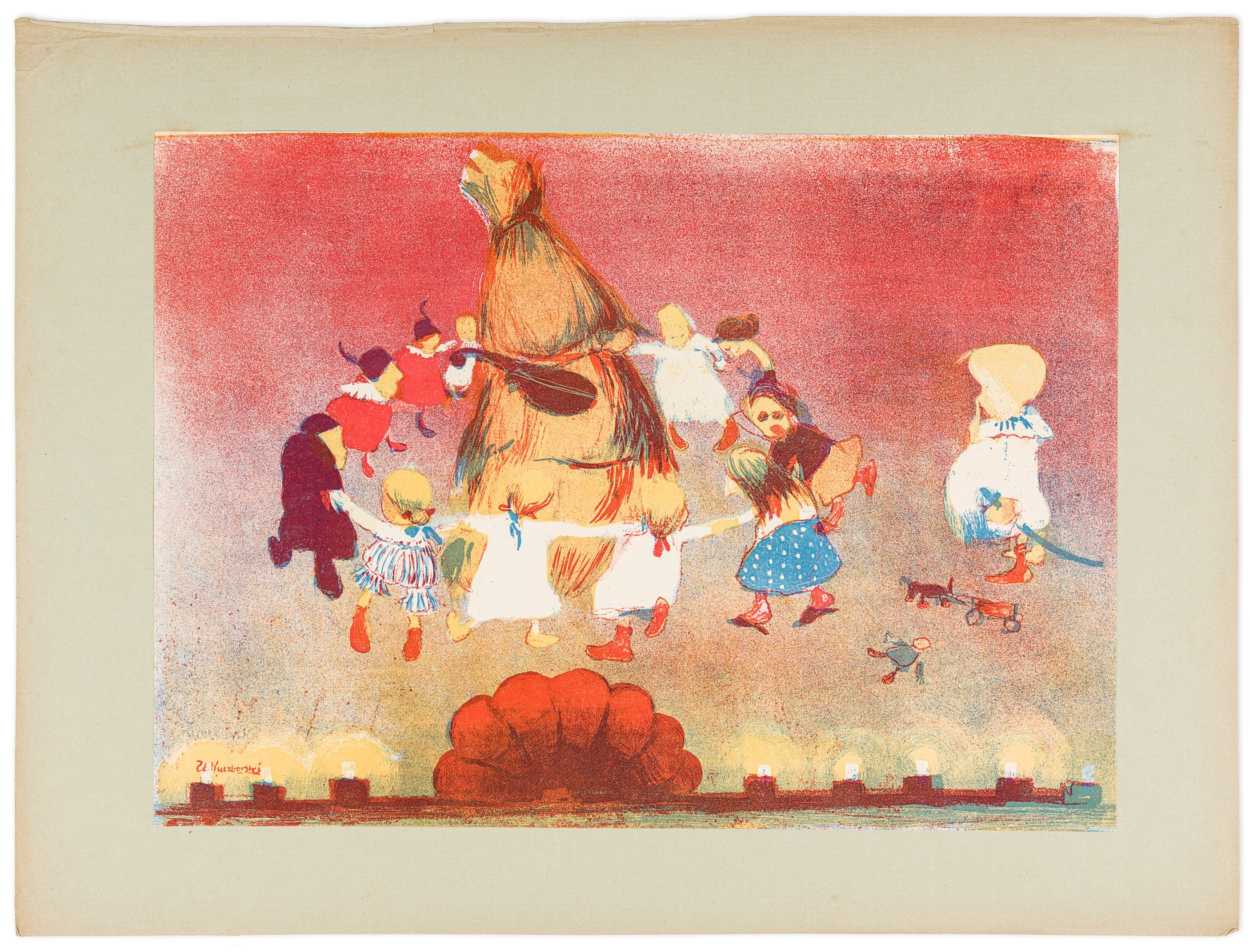
Stanisław Kuczborski − Taniec Chochoła ze sztuki Stanisława Wyspiańskiego Wesele

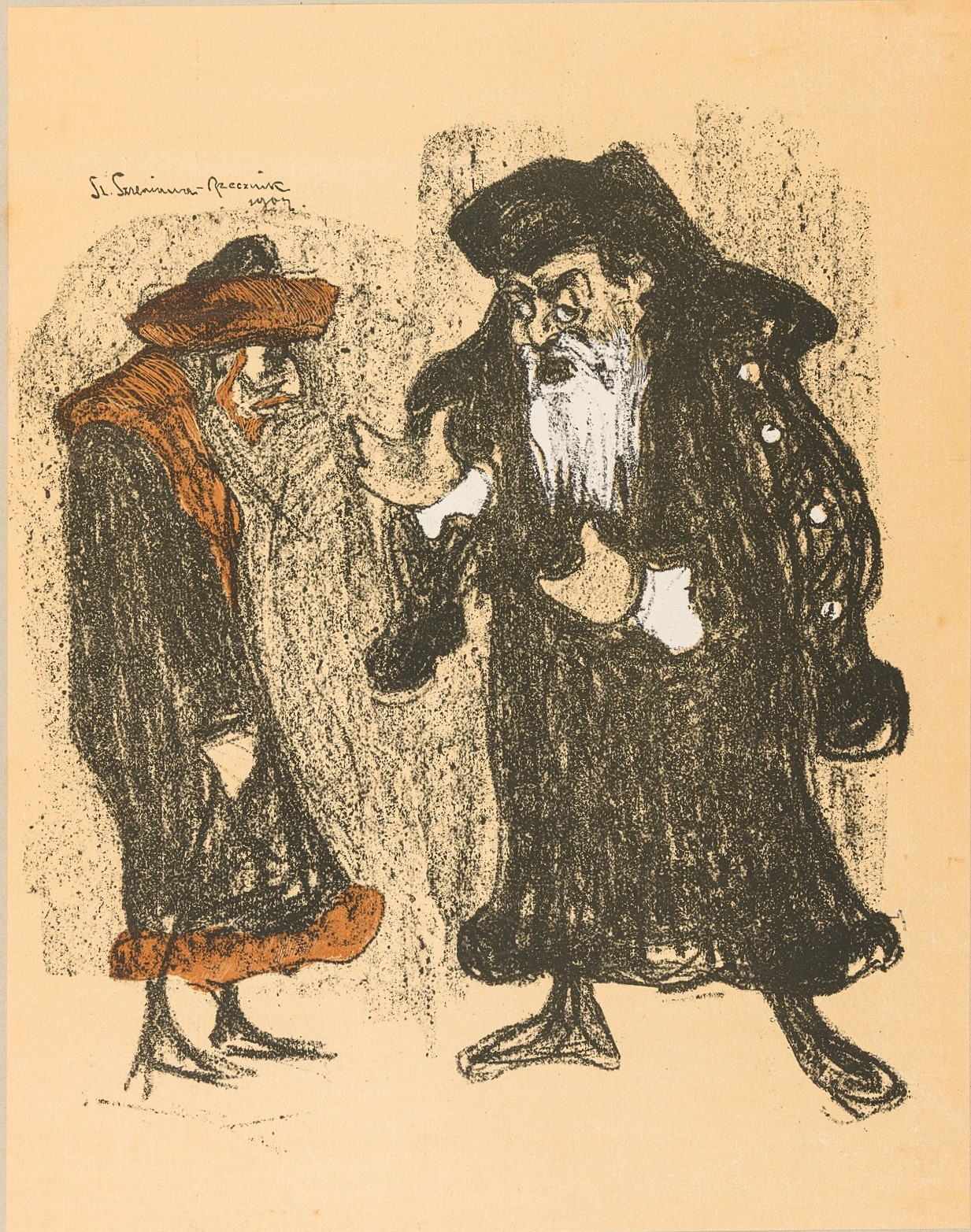
Stanisław Rzecki – Józef Kotarbiński jako Shylock i Stanisław Bronicz jako Tubał w sztuce Szekspira Kupiec wenecki

## Litografie
W skład Teki Melpomeny wchodziły między innymi litografie:
- Karol Frycz − Michał Przybyłowicz jako Stańczyk w sztuce St. Wyspiańskiego Wesele, 1904; litografia barwna, 31,5 x 31,5 cm; sygn. kredą: KF Wesele/Stańczyk
- Stanisław Szreniawa-Rzecki „Rzecznik” − Bronisława Jeremi jako Pazik Porcji w sztuce Szekspira Kupiec wenecki, 1904; litografia, 37,5 x 21,6 cm; sygn.: Jeremi Pazik Porcyi St. Rzecznik
- Stanisław Szreniawa-Rzecki „Rzecznik” − Franciszek Frączkowski, 1904; litografia, 17,9 x 32 cm; sygn.: Frączkowski w mleczarni St. R.
- Stanisław Szreniawa-Rzecki „Rzecznik” − Helena Sulima w roli Jessyki w sztuce Szekspira Kupiec wenecki 1904; litografia barwna, 35 x 12,4 cm, sygn.: St. R.
- Stanisław Szreniawa-Rzecki „Rzecznik” − Józef Kotarbiński jako Shylock i Stanisław Bronicz jako Tubał w sztuce Szekspira Kupiec wenecki, 1904; litografia barwna, 36,2 x 28,3 cm, sygn.: St. Szreniawa Rzecznik
- Karol Frycz − Bolesław Puchalski jako Poseł w sztuce Jerzego Żuławskiego Eros i Psyche, 1904; litografia barwna, 45 x 31,5 cm, sygn.: FK Eros i Psyche, Poseł FK
- Karol Frycz − Michał Tarasiewicz z Anastazji Elizy Orzeszkowej, 1904; litografia, 34 x 15 cm sygn.: KF
- Karol Frycz − Stanisława Wysocka jako Klaudia w sztuce Dzieci Waniuszyna, 1904; litografia, 34,4 x 27 cm, sygn.: Klaudya Dzieci Waniuszyna KF
- Karol Frycz − Andrzej Mielewski jako Apolinary z Anastazji Elizy Orzeszkowej, 1904; litografia, 47 x 31,8 cm, sygn.: z Anastazji: Apolinary KF
- Karol Frycz − Marian Jednowski, Józefa Wójcicka i Aleksander Zelwerowicz jako Nicefor, Filomena i Lichocki w sztuce Anczyca Kościuszko pod Racławicami, 1904; litografia, 45 x 63 cm, sygn.: KF
- Karol Frycz − Zelwerowicz, Kotarbiński i Jednowski jako Lichocki, Bartosz, Nicefor oraz Kościuszko w sztuce Anczyca Kościuszko pod Racławicami, 1904; litografia, 47,5 x 63 cm, sygn.: FK Lichocki Bartosz Kościuszko Nicefor
- Karol Frycz − Marian Jednowski, Adolf Walewski i Leon Stępowski w sztuce Piotra Augustyna Carona Beaumarchais Wesele Figara, 1904; litografia, 44,8 x 33,4 cm, sygn.: Z Wesela Figara KF
- Stanisław Kuczborski − Marian Jednowski jako Don Basilio w sztuce Beaumarchais Wesele Figara 1904; litografia, 26,4 x 8,1 cm, sygn.: Kuczborski
- Stanisław Kuczborski − Taniec Chochoła ze sztuki Stanisława Wyspiańskiego Wesele, 1904; litografia barwna, 28,4 x 39,4 cm, sygn.: St. Kuczborski
- Stanisław Kuczborski − Kotarbiński jako Shylock w sztuce Szekspira Kupiec wenecki, 1904; litografia, 34,3 x 24,7 cm, sygn.: Kuczborski
- Witold Wojtkiewicz − Jadwiga Mrozowska i Andrzej Mielewski jako Klara i Albin w Ślubach Panieńskich, 1904; litografia barwna, 31 x 42,6 cm, sygn.: Wojtkiewicz
- Witold Wojtkiewicz − Jadwiga Mrozowska jako Psyche w sztuce Jerzego Żuławskiego Eros i Psyche, 1904; litografia, 34,4 x 20,4 cm, sygn.: W. Wojtkiewicz
- Antoni Procajłowicz − Arkawin, 1904 litografia barwna, 46,5 x 26,6 cm, sygn.: Procajłowicz
- Karol Frycz − Paulina Wojnowska, 1904; litografia, 45,5 x 28,3 cm, sygn.: Wojnowska FK
- Karol Frycz − Król w podziemiach ze sztuki Jerzego Żuławskiego Eros i Psyche, 1904; litografia barwna, 45 x 59,5 cm, sygn.: Eros i Psyche Król KF
- Karol Frycz − Kazimierz Kamiński jako Markiz Priola 1904; litografia, 30 x 10 cm, sygn.: KF
- Karol Frycz − Mrozowska, Olchowska, Sobiesław, Przybyłowicz, Leszczyński i Bończa w sztuce Jerzego Żuławskiego Eros i Psyche, 1904; litografia barwna, 47,5 x 59 cm, sygn.: Eros i Psyche Rinasci/mento KF
- Stanisław Szreniawa-Rzecki „Rzecznik” − Helena Górska 1904; litografia barwna, 18 x 8,5 cm, sygn.: St. R.